# Saint-Brandan
Pour les articles homonymes, voir Saint Brandan.
Saint-Brandan [sɛ̃bʁɑ̃dɑ̃] est une commune du département des Côtes-d'Armor, dans la région Bretagne, en France.
Ses habitants sont appelés les Brandanais et les Brandanaises.

## Toponymie
Le nom de la localité est attesté sous les formes Saint Bedan en 1459, 1508, 1535, 1543, 1598 et en 1662, Sainct Brandan en 1543, 1569, et en 1599.
Saint Brandan est semble-t-il un saint irlandais du Ve ou VIe siècle, abbé du monastère de Clonfert en Irlande.
La forme bretonne, ancienne Saint Brendan ou Saint Bedan, a évolué en Saint Medan en moyen breton, en tout cas dans la prononciation car les mutations n'étaient pas écrites avant 1600). Sans doute entre 1500 et 1600, le gallo a peu à peu remplacé le breton dans la commune et a figé la forme bretonne Medan.
La forme bretonne ancienne Sant-Medan vient d'une mutation. En effet, le moyen-breton connaissait les mutations nasalisantes comme le gallois. Aujourd'hui elles sont devenues extrêmement rares en breton moderne, au point d'avoir quasiment disparu. Cette mutation transforme le D en N. (dor, 'n nor (la porte)) et le B en M. (Bennaket, 'n nra m'nnaket (quelque chose)).
La forme gallèse Saint-Mdan vient de la prononciation de Saint Medan, la prononciation bretonne de la commune en moyen breton.

## Géographie
| - OpenStreetMap Limite communale |

| Le Fœil Quintin | Plaine-haute  | Plaintel          |
| Le Fœil         | Saint-Brandon |                   |
| Lanfains        |               | L'Hermitage-Lorge |

### Hydrographie
Pour un article plus général, voir Réseau hydrographique des Côtes-d'Armor.
La commune est située dans le bassin Loire-Bretagne. Elle est drainée par le Gouët, le Pas, la Fontaine St-Hubert, le Germain et le ruisseau de la Fontaine Saint-hubert,,.
Le Gouët, d'une longueur de 47 km, prend sa source dans la commune du Haut-Corlay et se jette  dans la baie de Saint-Brieuc en limite de Plérin et de Saint-Brieuc, après avoir traversé 16 communes. 

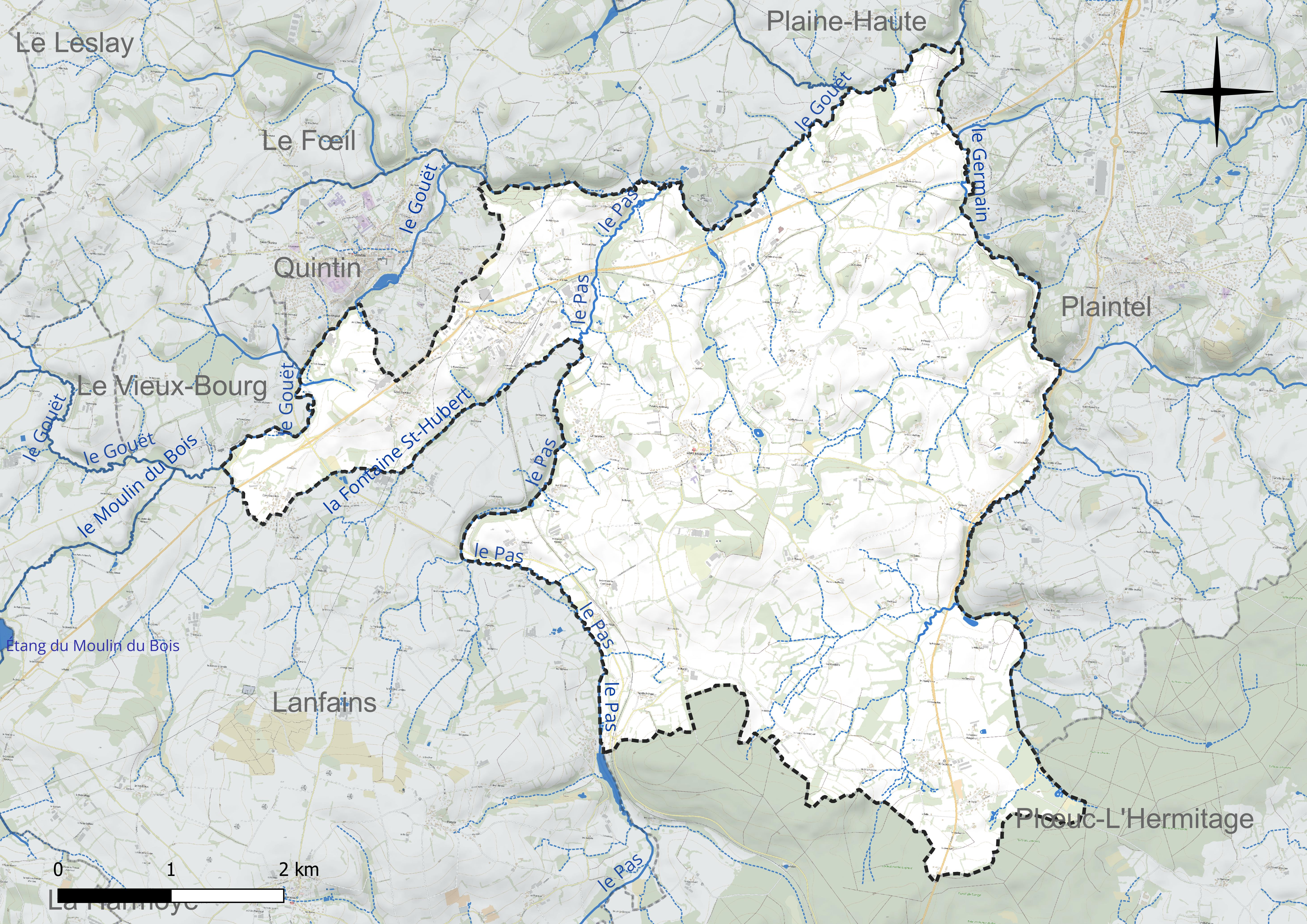
Réseau hydrographique de Saint-Brandan.

### Climat
Pour des articles plus généraux, voir Climat de la Bretagne et Climat des Côtes-d'Armor.
En 2010, le climat de la commune est de type climat océanique franc, selon une étude du CNRS s'appuyant sur une série de données couvrant la période 1971-2000. En 2020, Météo-France publie une typologie des climats de la France métropolitaine dans laquelle la commune est exposée à un climat océanique et est dans la région climatique  Finistère nord, caractérisée par une pluviométrie élevée, des températures douces en hiver (6 °C), fraîches en été et des vents forts. Parallèlement l'observatoire de l'environnement en Bretagne publie en 2020 un zonage climatique de la région Bretagne, s'appuyant sur des données de Météo-France de 2009. La commune est, selon ce zonage, dans la zone « Intérieur  », exposée à un climat médian, à dominante océanique.  
Pour la période 1971-2000, la température annuelle moyenne est de 10,8 °C, avec  une amplitude thermique annuelle de 11,3 °C. Le cumul annuel moyen de précipitations est de 894 mm, avec 13,9 jours de précipitations en janvier et 7,3 jours en juillet. Pour la période 1991-2020, la température moyenne annuelle observée sur la station météorologique la plus proche, située sur la commune de Plœuc-L'Hermitage à 10 km à vol d'oiseau, est de 11,1 °C et le cumul annuel moyen de précipitations est de 954,7 mm,. Pour l'avenir, les paramètres climatiques de la commune estimés pour 2050 selon différents scénarios d’émission de gaz à effet de serre sont consultables sur un site dédié publié par Météo-France en novembre 2022.

## Urbanisme

### Typologie
Au 1er janvier 2024, Saint-Brandan est catégorisée commune rurale à habitat dispersé, selon la nouvelle grille communale de densité à 7 niveaux définie par l'Insee en 2022.
Elle est située hors unité urbaine. Par ailleurs la commune fait partie de l'aire d'attraction de Saint-Brieuc, dont elle est une commune de la couronne,. Cette aire, qui regroupe 51 communes, est catégorisée dans les aires de 200 000 à moins de 700 000 habitants,.

### Occupation des sols
L'occupation des sols de la commune, telle qu'elle ressort de la base de données européenne d’occupation biophysique des sols Corine Land Cover (CLC), est marquée par l'importance des territoires agricoles (90,4 % en 2018), en diminution par rapport à 1990 (93,3 %). La répartition détaillée en 2018 est la suivante : 
terres arables (41,8 %), zones agricoles hétérogènes (33,5 %), prairies (15,2 %), forêts (4,6 %), zones industrielles ou commerciales et réseaux de communication (2,8 %), zones urbanisées (2,1 %). L'évolution de l’occupation des sols de la commune et de ses infrastructures peut être observée sur les différentes représentations cartographiques du territoire : la carte de Cassini (XVIIIe siècle), la carte d'état-major (1820-1866) et les cartes ou photos aériennes de l'IGN pour la période actuelle (1950 à aujourd'hui).

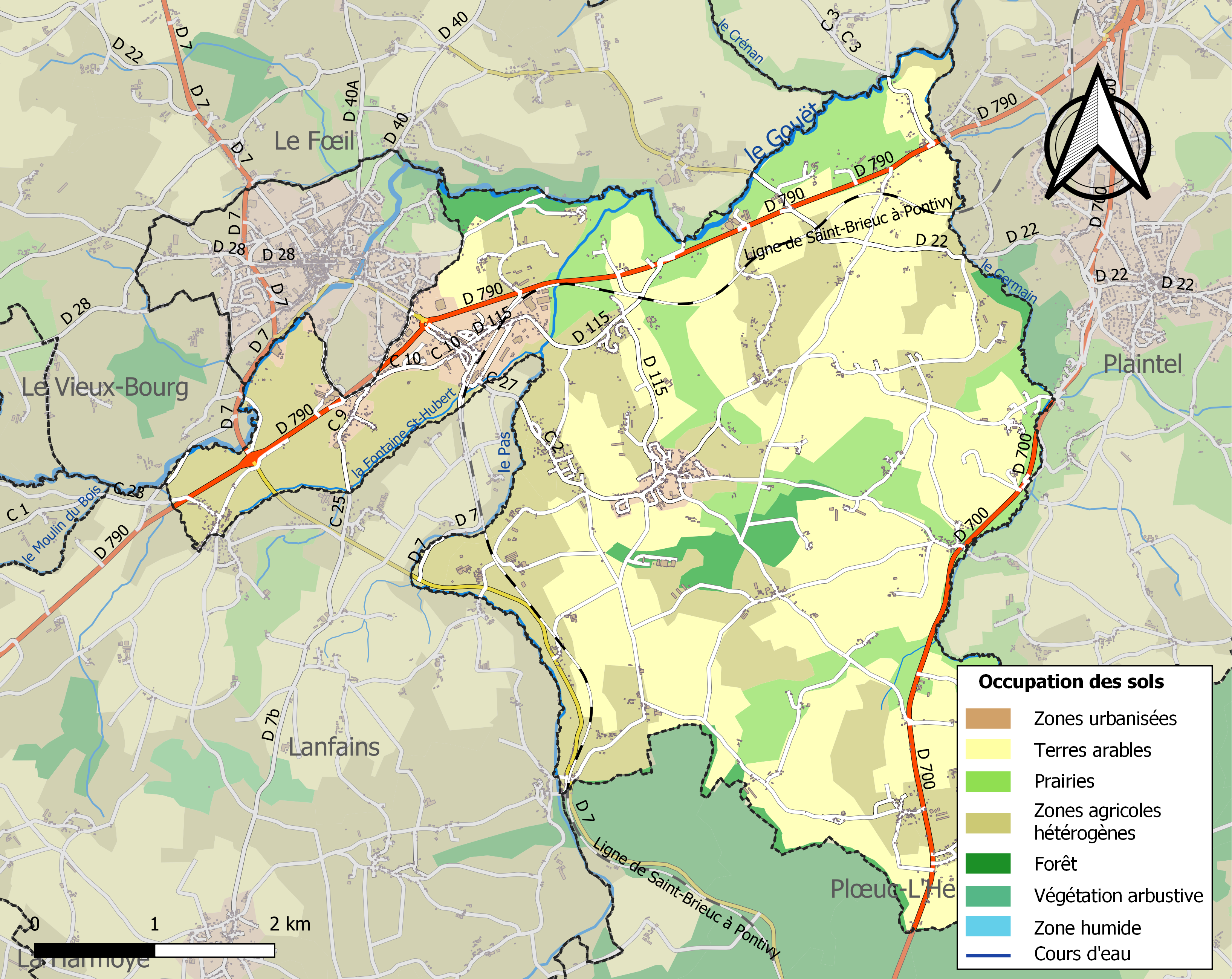
Carte des infrastructures et de l'occupation des sols de la commune en 2018 (CLC).

## Histoire
Sous l'Ancien Régime, la trêve de Saint-Brandan était une succursale de la paroisse de Plaintel. Saint-Brandan a élu sa première municipalité le 24 janvier 1790.

### LeXXesiècle

#### Les guerres duXXesiècle
Le monument aux morts porte les noms des 112 soldats morts pour la Patrie :
- 105 sont morts durant la Première Guerre mondiale ;
- 7 sont morts durant la Seconde Guerre mondiale.

### LeXXIesiècle
Le centre d'éducation Handi'chiens de Saint-Brandan est créé en janvier 2003 grâce au député des Côtes d'Armor, Marc Le Fur et au Docteur Hélène Bost-Hourticq, Présidente d'Handi'chiens entre 1994 et 2008. Il est inauguré en novembre 2003 par Bernadette Chirac.

## Héraldique
| Blason de Saint-Brandan | Blason  | Écartelé : au premier d'or au chevron de gueules accompagné de trois étoiles du même, au deuxième d'azur à la croix engrêlée d'or cantonnée, en chef à senestre, d'une étoile de quatre rais d'argent, au troisième de sable au lion d'argent, au quatrième d'azur aux sept quintefeuilles d'or ordonnées 3, 3 et 1 ; sur le tout d'argent au chevron alésé de gueules. |
| Blason de Saint-Brandan | Détails | Le statut officiel du blason reste à déterminer. |

## Politique et administration
| Période                                  | Période              | Identité                    | Étiquette | Qualité                                                                                      |
| ---------------------------------------- | -------------------- | --------------------------- | --------- | -------------------------------------------------------------------------------------------- |
| juin 1870                                | juin 1920 (décès)    | Guillaume Limon             | AL        | Propriétaire Sénateur des Côtes-du-Nord (1912 → 1920) Député des Côtes-du-Nord (1902 → 1912) |
| 1920                                     | 1926                 | Yves Moraud de Callac       |           |                                                                                              |
| 1926                                     | mars 1965            | François Leroux (1883-1976) |           |                                                                                              |
| mars 1965                                | 1985 (démission)     | Jean Quinio (1920-1995)     |           | Maire honoraire                                                                              |
| octobre 1985                             | mars 1989            | Michel Kerhousse            |           | Directeur d'entreprise                                                                       |
| mars 1989                                | mars 2014            | Yves Le Guen                | PS        | Maître d'œuvre                                                                               |
| mars 2014                                | mai 2017 (démission) | Joseph Artur                | DVD       | Agent technique                                                                              |
| juin 2017                                | 23 mai 2020          | Fabrice Le Hégarat          | DVD       | Fonctionnaire                                                                                |
| 23 mai 2020                              | En cours             | Christian Jolly             |           | Technico-commercial                                                                          |
| Les données manquantes sont à compléter. |                      |                             |           |                                                                                              |

## Démographie
L'évolution du nombre d'habitants est connue à travers les recensements de la population effectués dans la commune depuis 1793. Pour les communes de moins de 10 000 habitants, une enquête de recensement portant sur toute la population est réalisée tous les cinq ans, les populations de référence des années intermédiaires étant quant à elles estimées par interpolation ou extrapolation. Pour la commune, le premier recensement exhaustif entrant dans le cadre du nouveau dispositif a été réalisé en 2004.

En 2022, la commune comptait 2 285 habitants, en évolution de −4,71 % par rapport à 2016 (Côtes-d'Armor : +1,78 %, France hors Mayotte : +2,11 %).
| 1793  | 1800  | 1806  | 1821  | 1831  | 1836  | 1841  | 1846  | 1851  |
| ----- | ----- | ----- | ----- | ----- | ----- | ----- | ----- | ----- |
| 3 119 | 3 101 | 2 967 | 3 059 | 3 342 | 3 357 | 3 050 | 3 018 | 2 933 |

| 1856  | 1861  | 1866  | 1872  | 1876  | 1881  | 1886  | 1891  | 1896  |
| ----- | ----- | ----- | ----- | ----- | ----- | ----- | ----- | ----- |
| 2 817 | 2 730 | 2 661 | 2 644 | 2 564 | 2 598 | 2 540 | 2 511 | 2 466 |

| 1901  | 1906  | 1911  | 1921  | 1926  | 1931  | 1936  | 1946  | 1954  |
| ----- | ----- | ----- | ----- | ----- | ----- | ----- | ----- | ----- |
| 2 330 | 2 361 | 2 147 | 1 910 | 1 869 | 1 805 | 1 745 | 1 855 | 1 827 |

| 1962  | 1968  | 1975  | 1982  | 1990  | 1999  | 2004  | 2006  | 2009  |
| ----- | ----- | ----- | ----- | ----- | ----- | ----- | ----- | ----- |
| 1 839 | 1 741 | 1 706 | 2 032 | 2 184 | 2 240 | 2 231 | 2 219 | 2 349 |

| 2014  | 2019  | 2022  | - | - | - | - | - | - |
| ----- | ----- | ----- | - | - | - | - | - | - |
| 2 392 | 2 309 | 2 285 | - | - | - | - | - | - |

## Économie
Saint-Brandan compte un espace commercial à la Villeneuve, en périphérie de Quintin. Autrefois centré autour d'un supermarché Stock puis Champion, il est aujourd'hui le lieu d'implantation d'un hypermarché Leclerc.
La commune accueille également des zones industrielles dont des entreprises importantes tel que Autostar qui fabrique des campings-car, ou Le Men qui est dans l'agroalimentaire.

## Lieux et monuments
- Stèle, datant probablement de l'âge du fer, réinstallée à droite de l'église.
- Statue gallo-romaine du dieu au maillet, découverte en 1716 au Rillan, et visible de la route menant de Malakoff à Quintin du côté sud.
- Manoir de Saint-Eutrope (anciennement la Ville-au-Vé), XVe-XVIe siècle. Familles de Robien, Ollitrault-Dureste, Ruinart de Brimont, Lamour de Caslou.
- Chapelle Saint-Eutrope, XVIe siècle
- Manoir de Carbrien, 1670.
- Manoir du Pont-Ruellan, fin XVIIe siècle.  Famille de La Rivière.
- Manoir de Saint-Bedan, fin XVIIe-début XVIIIe siècle.  Familles Le Gascoing, Urvoy.
- Église de Saint-Brandan, XVIIIe et XIXe siècles. (1886).
- Vestiges de l'ancienne blandierie à Carho.
- Manoir de la Villeneuve, XVIIIe siècle.  Famille Le Marchand de Launay.
- Manoir de la Porte-ès-Gautron, XVIIIe siècle.  Famille Le Coniac.
- Manoir du Fretay, XVIIIe siècle.  Familles Esmez, du Bouilly, Perrio.
- Manoir de la Ville-Fréhour, 1730. Familles Botherel, Le Nepvou, de La Villéon.
- Manoir du Cartier ou du Quartier. Familles Chassin, Garnier de Keruault, de Coatgoureden, Le Marchand de Launay.
- Château de Grénieux, 1882. Familles Le Frotter, Garnier de Kerigant, de Callac, de Bruc.
- Chapelle Saint-Germain à Lanvia, 1897.

ainsi que de nombreux lavoirs, fontaines et croix.
- La salle des fêtes

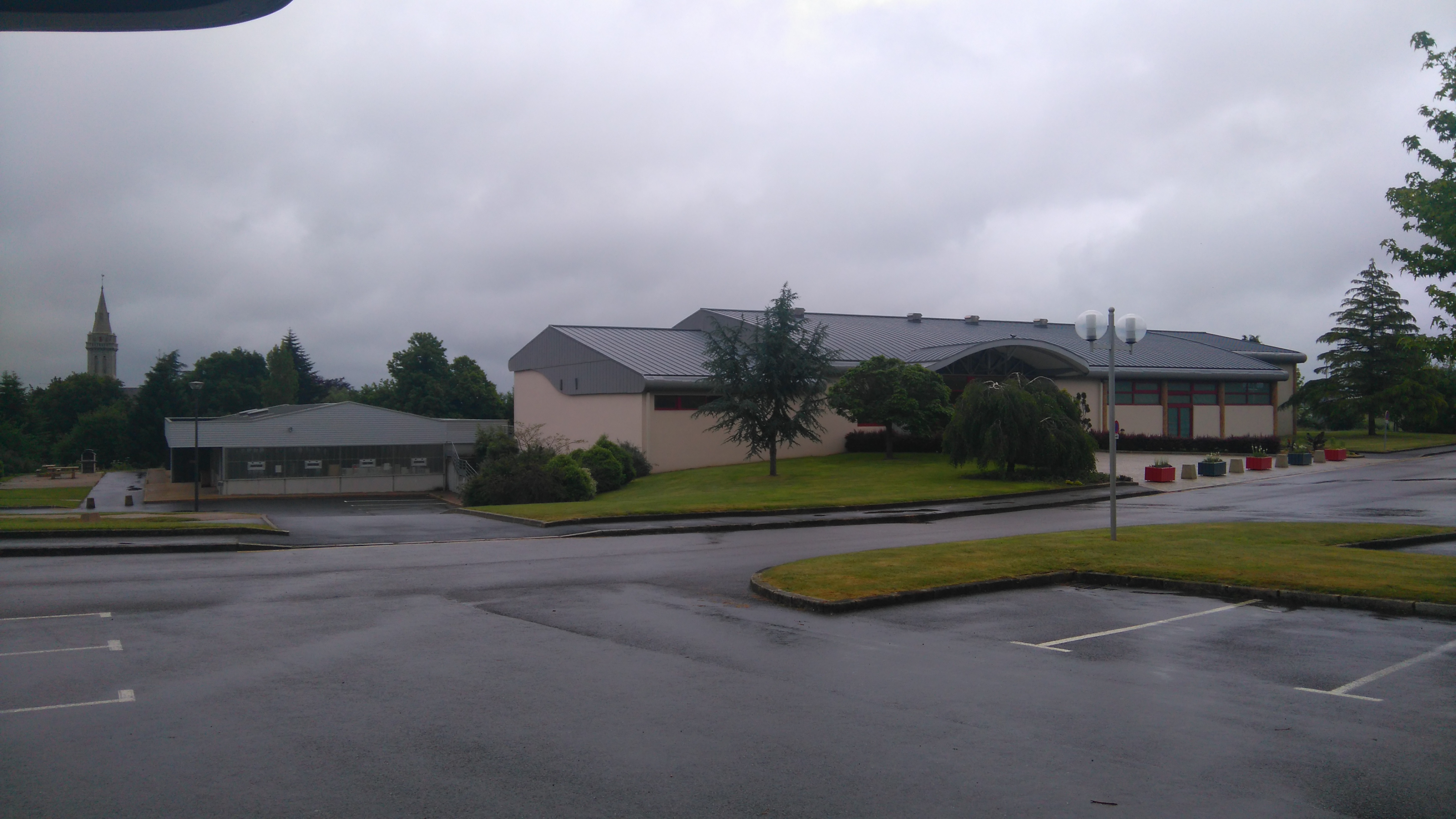
La salle des fêtes.

## Personnalités liées à la commune
- Jean-Baptiste Rebours, né le 28 juin 1875 à Saint-Brandan, décédé le 11 mars 1960 à Beyrouth (Liban).

Professeur au séminaire Sainte Anne de Jérusalem. Auteur d'un traité de Psaltique théorique et pratique du chant dans l"Eglise grecque (Editions Picard, Paris, 1906).